# Mark Uth
Mark-Alexander Uth, född 24 augusti 1991 i Köln, är en tysk fotbollsspelare som spelar som anfallare för Bundesliga-klubben 1. FC Köln.

## Klubblagskarriär
Uth började spela fotboll i TuS Langel, en liten klubb i södra Köln. År 2004 anslöt han till 1. FC Köln, år 2007 lämnade han för Viktoria Köln och kom tillbaka till 1. FC Köln två år senare. År 2010 blev han uppflyttad till klubbens andralag för att spela i Regionalliga väst, den tyska fjärdedivisionen. Efter goda resultat där blev han en del av Bundesligatruppen säsongen 2011-12, men gjorde inget framträdande för klubben under säsongen.
På grund av att Köln hade flera unga anfallare i truppen beslutades det att Uth fick lämna klubben. Den 10 maj 2012, meddelades det att han hade skrivit ett treårskontrakt med Eredivisieklubben SC Heerenveen. Med 15 mål under säsongen ådrog sig Uth intresse och 1899 Hoffenheim, som bland annat hade Roberto Firmino och Anthony Modeste att ersätta, övertalade honom att återvända till Tyskland.
Den 3 januari 2020 lånades Uth ut till 1. FC Köln på ett låneavtal över resten av säsongen 2019/2020.

## Landslagskarriär
Uth har gjort en landskamp för Tysklands U20-landslag. I en seger med 3-2 mot Schweiz den 6 september 2010 ersatte han Cenk Tosun i den 65:e matchminuten.